# Ralph Morgan (dirigente sportivo)
Ralph Morgan (Filadelfia, 9 marzo 1884 – Wyncote, 5 gennaio 1965) è stato un dirigente sportivo statunitense, membro del Naismith Memorial Basketball Hall of Fame dal 1959 in qualità di contributore.
Ebbe un ruolo rilevante nello sviluppo delle regole del neonato sport della pallacanestro. Nel 1905 fondò il "College Basketball Rules Committee", di cui fu segretario e tesoriere fino al 1931. Nel 1910 fu il fondatore della Eastern Intercollegiate Basketball League, poi denominata Ivy League negli anni cinquanta.